# Shin-ichi Sakai
Shin-ichi Sakai (engl.; jp. 酒井 伸一 Sakai Shin’ichi; * 1955) ist ein japanischer Professor an der Universität Kyōto. Er beschäftigt sich seit vielen Jahren mit Fragestellungen  der Abfallwirtschaft und der Umweltchemie.
Er hat über hundert wissenschaftliche Artikel veröffentlicht. Sein h-Index beträgt 47.
Sakai ist Mitherausgeber der Fachzeitschrift Journal of Material Cycles and Waste Management.

## Werdegang
1984 war Sakai Assistent an der Fakultät für Ingenieurwesen der Universität Kyōto. 1985 wechselte er innerhalb der Universität ans Zentrum für Umweltschutz. 1995 wurde er außerordentlicher Professor. 2001 wurde er Direktor am National Institute for Environmental Studies (NIES). 2005 wechselte Sakai zurück an die Universität Kyōto, wo er Professor am Umweltschutzzentrum wurde. 2021 wurde er emeritiert.

## Fachbücher
- Shin-ichi Sakai: ゴミと化学物質. 1998, ISBN 978-4-00-430562-0 (japanisch, Abfälle und Chemikalien).
- Yuko Sakita, Shin-ichi Sakai (Hrsg.): 循環型社会をつくる. 2009, ISBN 978-4-8058-4857-9 (japanisch, Schaffung einer recyclingorientierten Gesellschaft).

## Meistzitierte Artikel
- Isao Watanabe, Shin-ichi Sakai: Environmental release and behavior of brominated flame retardants. In: Environment International (= The State-of-Science and Trends of BFRs in the Environment). Band 29, Nr. 6, 2003, ISSN 0160-4120, S. 665–682, doi:10.1016/S0160-4120(03)00123-5 (sciencedirect.com [abgerufen am 30. Juni 2023]).
- Åke Bergman, Andreas Rydén, Robin J. Law, Jacob de Boer, Adrian Covaci, Mehran Alaee, Linda Birnbaum, Myrto Petreas, Martin Rose, Shinichi Sakai, Nele Van den Eede, Ike van der Veen: A novel abbreviation standard for organobromine, organochlorine and organophosphorus flame retardants and some characteristics of the chemicals. In: Environment International. Band 49, 2012, ISSN 0160-4120, S. 57–82, doi:10.1016/j.envint.2012.08.003, PMID 22982223, PMC 3483428 (freier Volltext) – (sciencedirect.com [abgerufen am 30. Juni 2023]).
- Peter Alexander Behnisch, Kazunori Hosoe, Shin-ichi Sakai: Brominated dioxin-like compounds: in vitro assessment in comparison to classical dioxin-like compounds and other polyaromatic compounds. In: Environment International (= The State-of-Science and Trends of BFRs in the Environment). Band 29, Nr. 6, 2003, ISSN 0160-4120, S. 861–877, doi:10.1016/S0160-4120(03)00105-3 (sciencedirect.com [abgerufen am 30. Juni 2023]).